# Mont Adams (mont sous-marin)
Pour les articles homonymes, voir Mont Adams, Mont Adams (Australie) et Adams.
Le mont Adams est un volcan sous-marin du Royaume-Uni situé dans l'océan Pacifique et appartenant à l'archipel des îles Pitcairn.

## Géographie
Le mont Adams est situé dans l'océan Pacifique, dans l'archipel des îles Pitcairn, à 90 kilomètres à l'ouest-sud-ouest de l'île Pitcairn et à 25 kilomètres au sud-ouest d'un autre mont sous-marin, le mont Bounty.
Ce volcan sous-marin qui culmine à 59 mètres sous le niveau de la mer et à 3 500 mètres au-dessus du plancher océanique est constitué à son sommet d'un dôme de lave trachitique tandis que ses pentes sont couvertes de laves alcali-basaltiques. Cette montagne immergée est alimentée en laves par le point chaud des îles Pitcairn qui a également construit le mont Bounty, plus récent que le mont Adams malgré son altitude de -500 mètres, ainsi qu'une vingtaine de petits monts sous-marins de 500 mètres de hauteur.

## Histoire
L'âge exact de la dernière éruption du mont Adams est inconnue mais des dragages de roches datées grâce à la méthode du potassium-argon la situe il y a 2 000 ans avec une imprécision de 1 000 ans.
Ses éruptions sont d'indice d'explosivité volcanique de 0 et émettent des coulées de lave ce qui classe le mont Adams parmi les volcans rouges